# Средний Арадирих
Средний Арадирих (иногда упоминается как Арадерих) — село в Гумбетовском районе Дагестана. Административный центр сельского поселения Арадирихский сельсовет.

## Географическое положение
Расположено у подножья горы Турамеэр в 55 км к юго-востоку от районного центра села Мехельта.

## Население
| 1888 | 1895 | 1926 | 1939 | 1989 | 2002 | 2010 |
| ---- | ---- | ---- | ---- | ---- | ---- | ---- |
| 248  | ↘235 | ↗287 | ↗292 | ↗396 | ↗427 | ↗577 |
| 2021 |      |      |      |      |      |      |
| ↘484 |      |      |      |      |      |      |

## История
В 1944 году всё население сёл Верхний Арадирих и Нижний Арадирих было переселено в село Бас-Гордали (переименованное в Арадерих) Ритлябского района. Село Средний Арадирих избежало этой участи.

## Известные уроженцы
- 8 сентября 1923 года в селе родился Расул Гамзатов, отец которого Гамзат Цадаса в 1922—1923 годах работал Среднем Арадирихе имамом мечети[10][11].